# 3-я Ликская пролетарская ударная бригада
3-я Ликская пролетарская ударная бригада (сербохорв. Treća lička proleterska udarna brigada NOVJ-a / Треча личка пролетерска ударна бригада НОВЈ), ранее 9-я Хорватская бригада (хорв. Deveta hrvatska brigada) — бригада югославской коммунистической армии, участвовавшая во Второй мировой войне. Её солдаты прославились тем, что наголову разгромили 500-й парашютный батальон СС, сорвав тем самым попытку покушения на Иосипа Броза Тито.

## История службы
Создана 15 сентября 1942 года в Могориче под именем 9-й хорватской бригады. В состав бригады вошли батальоны «Велебит», «Бичо Кесич», «Мирко Штулич» и «Крбава» общей численностью около 900 человек. Бригада была включена в состав 6-й ликской гвардейской дивизии, где и воевала до конца войны. Участвовала в отражении немецких атак в рамках операций «Вайсс I» и «Цитен».
25 мая 1944 года бригада совершала переход из Трубара в Дрвар, прикрывая эвакуацию Иосипа Броза Тито. Во время перехода её солдаты столкнулись лицом к лицу с эсэсовцами из 500-го парашютно-десантного батальона. Завязался долгий бой: в течение 15 часов югославы упорно сражались против немцев. В итоге бригаде удалось наголову разгромить батальон: немцы насчитали 576 убитых и 48 раненых, то есть 624 из 874 солдат личного состава батальона (71 %). Эта победа югославов стала причиной провала операции «Ход конём».
В конце войны бригада участвовала в освобождении Белграда и освобождении Срема. По окончании войны преобразована в 90-ю пролетарскую дивизию.
25 мая 1974 года в честь 30-летия со дня победы над 500-м батальоном СС бригада была награждена Орденом Народного героя Югославии.

## Народные герои бригады
- Милан Купрешанин, командир
- Никола «Нина» Совиль, заместитель командира